# بنت‌عنتا

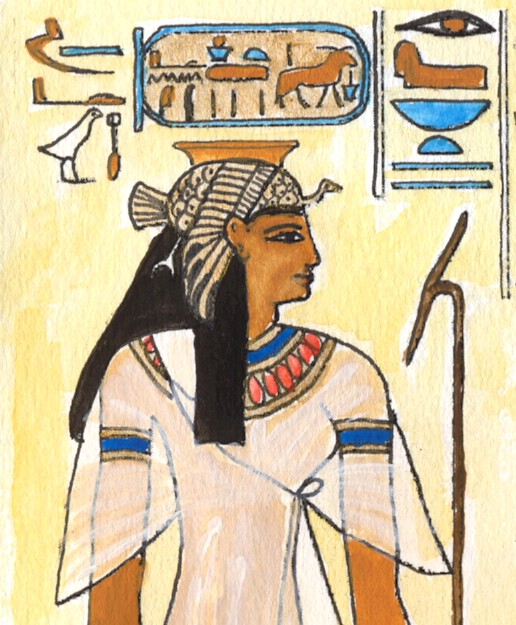
تصویر بنت‌عنتا همسر سلطنتی رامسس دوم

بنت‌عنتا اولین فرزند دختر و بعداً همسر سلطنتی فرعون رامسس دوم بود.

## خانواده
بنت‌عنتا به احتمال زیاد در زمان سلطنت پدربزرگش ستی اول به دنیا آمد. مادر وی ایزتنوفرت نام داشت که یکی از دو همسر برجسته رامسس دوم بود. نام او سمیتیک است و این نام به معنی دختر آنات که اشاره به الهه کنعانی آنات دارد، می‌باشد. وی حداقل دارای سه برادر به نامهای رامسس، خامواست و مرنپتاه و یک خواهر بود که از نام مادرشان ایزتنوفرت دوم نامگذاری شد.
بنت‌عنتا صاحب دختری بود که تصویر وی در نقاشی‌های مقبره خود در دره ملکه‌ها به چشم می‌خورد. وی در آنجا نامی ندارد اما به گفته جویس تیلدسلی این احتمال وجود دارد که نام او نیز بنت‌عنتا بوده و با فرعون بعدی، مرنپتاه، ازدواج کرده باشد.
بنت‌عنتا در صحنه‌ای از یک راهرو در لوکسور که به سال سوم رامسس دوم بر می‌گردد به تصویر کشیده شده‌است. گفته می‌شود که وی دختر فرعون است و از اولین شاهزاده‌خانم‌هاست. پس از وی، مریتامن می‌باشد. بنت‌عنتا دو بار به عنوان یک شاهدخت در ابو سیمبل ظاهر شد. او به همراه نبتاوی، در جنوبی‌ترین کلوسوس نمای معبد بزرگ قرار دارند. تصویر او بر روی یکی از ستون‌های داخل معبد نشان داده شده‌است که در آن تصویر در حال دادن گلی به الهه آنوکت می‌باشد.
بنت‌عنتا در حدود بیست و پنجمین سال سلطنت پدرش، همسر بزرگ سلطنتی شد. در طول دوران خود به عنوان ملکه، او عناوین زیادی را گرفت که از جمله این عناوین می‌توان به شاهزاده خانم موروثی، اولین عنوان بزرگ، بانوی دو سرزمین، همسر بزرگ پادشاه، معشوقه مصر بالا و پایین، دختر فرعون و سرانجام خواهر فرعون اشاره کرد.
همان‌طور که همسر (عالی) سلطنتی بنت‌عنتا در چندین مجسمه فرعون رامسس دوم به چشم می‌خورد، وی بر روی مجسمه‌ای از سینای (BM 697)، بر روی دو کلوس ماسه سنگی یافت شده در تانیس نیز نمایش داده شده‌است. اما احتمالاً در اصل از پی رامسه و بر روی مجسمه‌ای از دروازه جنوبی محوطه پتاه در ممفیس به تصویر کشیده شده‌است. یک مجسمه غاصب پادشاهی میانه از هراکلئوپولیس، هم بنت‌عنتا و خواهرش مریتامن را نشان می‌دهد و هم مجسمه‌ای از هرموپولیس، بنت‌عنتا و هنوتمیر (هر دو به عنوان همسران بزرگ سلطنتی) را نشان می‌دهد.
دو لوحه، بنت‌عنتا را با خانواده نزدیکش نشان می‌دهند. لوحه سنگی آسوان رامسس دوم، خامواست را نشان می‌دهد که به عنوان خادم در برابر الهه خنوم هستند، در حالی که در یک لوحه دیگر بنت‌عنتا با برادرانش رامسس و مرنپتاه دیده می‌شود.

## مرگ و خاکسپاری

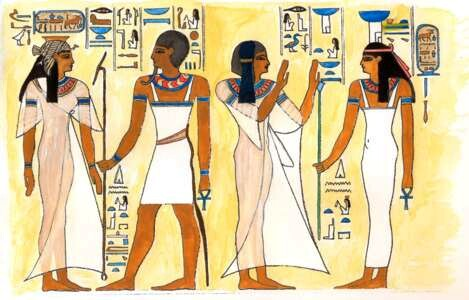
ملکه بنت‌عنتا همانطور که در مقبره او در دره ملکه ها به تصویر کشیده شده است. ملکه بنت‌عنتا در برابر یک خدا، و دخترش در برابر الهه نفتیس در QV71. (نقاشی بر اساس صحنه ضبط شده توسط لپسیوس)

علی‌رغم اینکه وی اولین دختر رامسس بود، وی در واقع یکی از معدود فرزندانی بود که به اندازه پدرش عمری بلند داشت. وی بر روی مجسمه‌ای که توسط مرنپتاه غصب شده بود به تصویر کشیده شد. او در زمان برادرش مرنپتاه درگذشت و در مقبره QV71 در دره ملکه‌ها به خاک سپرده شد.
لپسیوس (شماره ۴) این مقبره را توصیف کرده‌است. نام بنت‌عنتا در مقبره با املای کمی متفاوت نوشته شده‌است. بنت‌عنتا جلوی اوزیریس و نفتیس نشان داده شده‌است. هر دوی خدایان می‌گویند: «من به شما مکانی برای آرامش در سرزمین عدالت اعطا می‌کنم.» ملکه بنت‌عنتا با دخترش که نامش فاش نشده‌است به تصویر کشیده شده‌است. سارکوفاگوس (تابوت‌دان) بنت‌عنتا بعداً توسط مردی غصب شد.